# Список эпизодов мультсериала «Подземелье драконов»
Перечень и краткое содержание эпизодов популярного американского мультсериала «Подземелье драконов» (1983—1985).

## Предыстория
Отправившись поразвлечься в луна-парк, шестеро детей — Хэнк, Эрик, Дайана, Престо, Шила и её младший брат Бобби — попадают в подземный мир колдовства и магии, где встречают Хранителя Подземелья. У каждого из них отныне своя роль и своё волшебное оружие, которое поможет им выжить в Подземелье, одолеть воплощение зла — ужасного Венджера, и найти дорогу домой.

## Сезон 1 (1983)
| # | Название                                                  | Сценарий             | Дата первого показа |
| --- | --------------------------------------------------------- | -------------------- | ------------------- |
| 1 | «The Night of No Tomorrow / Завтра не наступит»           | Марк Ивеньер         | 13 сентября 1983 г. |
| Дети попадают в заоблачный замок Мерлина, который когда-то спас город Геликс от нашествия драконов, посланных Венджером. Чародей предлагает Престо стать его учеником, и тот соглашается, рассчитывая с помощью магии найти способ попасть домой. Но, разыскивая в волшебной книге нужное заклинание, Престо нечаянно снимает чары Мерлина, и драконы оказываются на свободе. Выясняется, что всё это подстроил Венджер, скрывающийся под личиной Мерлина, чтобы отнять у детей артефакты. Однако друзья принуждают Венджера отступить, напустив на него свирепую драконицу Тиамат, а тем временем Престо вновь накладывает заклятье на драконов, атакующих Геликс. |                                                           |                      |                     |
| 2 | «The Eye of the Beholder / Поход к Циклопу»               | Хэнк Сароян          | 24 сентября 1983 г. |
| Дети направляются в Долину Циклопа, сторожащего выход из Подземелья. Их сопровождает невероятно трусливый рыцарь по имени сэр Джон. По приказу Венджера он должен завести детей в логово Циклопа и оставить там на погибель. Сэр Джон вынужден повиноваться, так как колдун взял в заложники его сына, но затем порядочность в нём берёт верх над страхом, и он помогает детям одолеть Циклопа. Портал между мирами открывается. Что же теперь предпримут юные странники: немедленно вернутся домой или останутся, чтобы защитить сэра Джона от разъярённого Венджера?                                                                                              |                                                           |                      |                     |
| 3 | «The Hall of Bones / Пантеон»                             | Пол Дини             | 1 октября 1983 г.   |
| Магическая мощь артефактов слабеет; обновить её дети смогут только в Пантеоне — усыпальнице самых славных воинов Подземелья, где находится источник магии — Череп Власти. Узнав об этом, Венджер посылает королеву пауков Лут под видом симпатичной девушки заманить в опасную ловушку, и та ведёт их туда, после чего принимает свой истинный облик и пытается их съесть, а сам Венджер, появившись следом, отбирает у детей их волшебное оружие. К счастью, тем удалось спастись и тайком вернуть оружия. Однако на защиту детей встают духи древних героев Подземелья. Поняв, что с ними ему не справиться, Венджер разрушает Пантеон.                           |                                                           |                      |                     |
| 4 | «Valley of the Unicorns / Долина единорогов»              | Пол Дини и Карл Герс | 8 октября 1983 г.   |
| Чернокнижник Келек охотится на единорогов ради их волшебных рогов. Он похищает малышку Юни, любимицу Бобби, а затем заманивает в ловушку трёх последних единорогов Подземелья, сила которых должна сделать его величайшим из чародеев, повелителем Подземелья. В борьбе с Келеком детям нужен могущественный союзник, способный противостоять амбициозному магу, и они призывают на помощь… самого Венджера. |                                                           |                      |                     |
| 5 | «In Search of the Dungeon Master / В поисках Хранителя»   | Джеффри Скотт        | 15 октября 1983 г.  |
| Алчный и жестокий воин Ратабор напал на Хранителя Подземелья и заточил его в кристалл, рассчитывая выгодно продать своего пленника Венджеру. Дети пробираются в пещеру, где томится Хранитель, чтобы освободить его, прежде чем Ратабор осуществит свой замысел. Но это совсем не легко — ведь пещеру охраняют огромные жабы и безжалостные орки… |                                                           |                      |                     |
| 6 | «Beauty and the Bogbeast / Не тронь красу, несущую зло»   | Джеффри Скотт        | 22 октября 1983 г.  |
| Нарушив запрет Хранителя, Эрик вдыхает аромат заколдованного цветка… и превращается в странное уродливое создание — полу-человека, полу-лягушку. Точно такие же существа — Болотники — живут на берегу таинственной Реки, Текущей Вверх. Эта река ведёт к выходу из Подземелья, но великан Каваманг перегородил её плотиной. Чтобы вернуться домой, а заодно расколдовать Эрика, дети должны помочь людям-лягушкам избавиться от злобного Каваманга. |                                                           |                      |                     |
| 7 | «Prison Without Walls / Тюрьма без стен»                  | Стив Гербер          | 29 октября 1983 г.  |
| Хранитель Подземелья даёт детям задание: вызволить из тюрьмы гнома-волшебника Лукиана, который владеет тайной «Сердца Дракона», позволяющего перемещаться из одного мира в другой. Хотя это не простая тюрьма — в ней нет ни дверей, ни решёток, ни даже стен, — Хэнк и его команда успешно справляются с этим заданием, однако во время магической дуэли Лукиана с Венджером волшебный камень, который мог бы открыть детям дорогу домой, разбивается вдребезги. |                                                           |                      |                     |
| 8 | «Servant of Evil / Слуга зла»                             | Джеффри Скотт        | 5 ноября 1983 г.    |
| В день своего рождения маленький Бобби становится в полном смысле слова героем дня: в одиночку храбро сражается с воинственными Людьми-ящерами, завоёвывает дружбу великана Керракса — тюремного смотрителя в замке Венджера, — и вместе с ним спасает свою сестру и её товарищей, которых Венджер взял в плен и запер в зловещей Башне Агонии. |                                                           |                      |                     |
| 9 | «Quest of the Skeleton Warrior / В поисках Кольца Власти» | Базз Диксон          | 12 ноября 1983 г.   |
| В Башне Небесных Рыцарей дети ищут волшебное Кольцо Власти, чтобы помочь воину-скелету Дэккиону снять ужасное заклятье, наложенное на него Венджером. Прежде чем Кольцо будет найдено, каждый из них должен лицом к лицу встретиться с тем, что для него страшнее всего, и преодолеть свой страх. А когда это испытание завершится, им предстоит новое — встреча с Венджером, который давно мечтает заполучить Кольцо Власти. |                                                           |                      |                     |
| 10 | «The Garden of Zinn / Сад королевы Зинн»                  | Джеффри Скотт        | 19 ноября 1983 г.   |
| Бобби-Варвар серьёзно пострадал в битве с озёрным драконом. Он может умереть, если не удастся вовремя достать противоядие. Нужное средство есть в саду королевы Зинн, и в уплату владелица требует только одного — чтобы Эрик стал её супругом и королём. Получив лекарство, дети возвращаются к Бобби и Шиле, оставленным на попечении полу-человека, полу-кабана Сорларса, встреченного ими в лесу. Но и их поход, и бракосочетание Эрика и Зинн завершаются самым неожиданным образом… |                                                           |                      |                     |
| 11 | «The Box / Сундук/Ящик Зандоры»                           | Джеффри Скотт        | 26 ноября 1983 г.   |
| В поисках выхода из Подземелья дети, по совету Хранителя, разыскивают его знакомую колдунью, волшебный сундук которой доставит их обратно в Верхний мир. |                                                           |                      |                     |
| 12 | «The Lost Children / Потерявшиеся дети»                   | Джеффри Скотт        | 3 декабря 1983 г.   |
| У детей появляется новый шанс выбраться из Подземелья, когда они встречают собратьев по несчастью — пятерых малолетних инопланетян с потерпевшего крушение звездолёта. Требуется всего-навсего… проникнуть в замок Венджера, похитить звездолёт и освободить его пилота Альфора. Дерзкий замысел увенчивается успехом, но лишь частично — покинув замок, беглецы вновь терпят крушение, и их возвращение домой опять откладывается. |                                                           |                      |                     |
| 13 | «P-R-E-S-T-O Spells Disaster / Ошибка Престо»             | Джеффри Скотт        | 10 декабря 1983 г.  |
| Спасая ребят от нападения орков, Престо вызывает смерч, который уносит их… прямиком на обеденный стол в жилище великана-людоеда. Теперь незадачливый маг должен как можно скорее исправить свою ошибку и выручить друзей, иначе им не поздоровится. |                                                           |                      |                     |

## Сезон 2 (1984)
| # | Название                                                | Сценарий               | Дата первого показа |
| --- | ------------------------------------------------------- | ---------------------- | ------------------- |
| 14 | «The Girl Who Dreamed Tomorrow / Вещие сны Терри»       | Карл Герс              | 8 сентября 1984 г.  |
| Вместе с девочкой Терри — владелицей волшебного медальона, благодаря которому она видит во сне то, что случится завтра, — дети блуждают по Лабиринту Тьмы, полному смертельных ловушек. В конце тяжёлого и опасного пути они находят то, что давно искали — ворота в свой мир. Но именно здесь их подстерегает самая коварная из всех ловушек Лабиринта… |                                                         |                        |                     |
| 15 | «The Treasure of Tardos / Сокровище Тардоса»            | Майкл Ривз             | 15 сентября 1984 г. |
| Над Подземельем нависла страшная угроза: кошмарное творение Венджера, Демодракон, завладев магическим оружием детей, перестаёт подчиняться своему создателю и принимается крушить всё подряд. Чудовище надо остановить, пока не поздно, и Хэнк, посоветовавшись с друзьями, предлагает Венджеру заключить союз против Демодракона. В финале этой серии Хранитель говорит: «Все мы совершаем ошибки. Моя ошибка — это Венджер».                                          |                                                         |                        |                     |
| 16 | «City at the Edge of Midnight / Город на краю полуночи» | Майкл Ривз и Карл Герс | 22 сентября 1984 г. |
| В оазисе посреди пустыни дети знакомятся со странником по имени Рамуд, который ищет свою пропавшую дочь. Он радушен и гостеприимен, но среди ночи из его шатра таинственным образом исчезает Бобби. Следы похитителя ведут в заброшенный Город на краю полуночи — мрачный край безвременья, где властвует зловещий Ночной Зверь… |                                                         |                        |                     |
| 17 | «The Traitor / Предатель»                               | Джеффри Скотт          | 29 сентября 1984 г. |
| Дети помогают Заоблачным Медведям оборонять их поселение от орков. К их изумлению и ужасу, Хэнк оказывается среди атакующих. Товарищи осыпают его горькими упрёками, а он не может ничего сказать в своё оправдание, чтобы не погубить Бобби, ради спасения которого ему пришлось перейти на сторону врага. Вскоре, однако, счастливый случай позволяет Хэнку раскрыть тайну, благодаря которой удаётся не только выручить Бобби, но и на время избавиться от Венджера. |                                                         |                        |                     |
| 18 | «Day of the Dungeon Master / Хранитель берёт выходной»  | Майкл Ривз             | 6 октября 1984 г.   |
| Эрик, временно назначенный на должность Хранителя Подземелья, возглавляет экспедицию в храм Тёмных Небес за Золотым Фолиантом — книгой самых мощных заклинаний, сила которых способна отправить детей домой. Вопреки ожиданиям, он неплохо справляется с обязанностями Хранителя, и даже проявляет готовность к самопожертвованию, когда, защищая друзей, храбро вступает в единоборство с Венджером.                                                                   |                                                         |                        |                     |
| 19 | «The Last Illusion / Последняя иллюзия»                 | Джеффри Скотт          | 13 октября 1984 г.  |
| Юная волшебница Варла, умеющая создавать иллюзии, находится в плену у Венджера. Он заставляет её насылать видения всяческих бедствий на родную деревню, чтобы заманить в западню шестерых героев, и ему это удаётся. Но во время решающего сражения Варла обращает свой магический дар против Венджера и вынуждает его спасаться бегством. |                                                         |                        |                     |
| 20 | «The Dragon's Graveyard / Кладбище драконов»            | Майкл Ривз             | 20 октября 1984 г.  |
| Доведённые до отчаяния тем, что все их попытки выбраться из Подземелья терпят крах по вине Венджера, дети намерены разделаться с Венджером раз и навсегда. На Кладбище драконов, в логове Тиамат, их оружие обретает неодолимую силу. Кажется, что песенка Венджера спета… но вместо того, чтобы прикончить чародея, Хэнк великодушно дарит ему жизнь. История продолжается. В финале серии появляется Хранитель Подземелья и обращается к Венджеру: «Встань, сын мой». |                                                         |                        |                     |
| 21 | «Child of the Stargazer / Дитя звездочёта»              | Майкл Ривз             | 27 октября 1984 г.  |
| Тысячу лет назад было предсказано, что дитя звездочёта из далёкой страны избавит город Торад от власти демоницы Сирит. По просьбе Хранителя дети берутся помочь юному Косару, сыну астролога, выполнить предначертанное. Однако древнее пророчество, как выясняется, имеет отношение не только к Косару, но и к Дайане. Тот из них, над кем оно сбудется, сможет вернуться в свой мир. Наступает момент истины…                                                         |                                                         |                        |                     |

## Сезон 3 (1985)
| # | Название                                                       | Сценарий                     | Дата первого показа |
| --- | -------------------------------------------------------------- | ---------------------------- | ------------------- |
| 22 | «The Dungeon at the Heart of Dawn / В недрах неприступных гор» | Майкл Ривз                   | 14 сентября 1985 г. |
| Хранитель подземелья сказал героям отыскать некий сундук, который хранит в себе величайшее зло. Эрик, решивший взглянуть, что там спрятано, вызвал самое неуязвимое существо во Вселенной. |                                                                |                              |                     |
| 23 | «The Time Lost / Потерянный во времени»                        | Майкл Ривз                   | 12 октября 1985 г.  |
| Венджер создаёт временной портал, из которого можно вытащить кого угодно и любую вещь, собираясь уничтожить детей. Он поручает немецкому лётчику Йозефу времён Второй мировой войны изменить ход истории, и тогда дети просто исчезнут. |                                                                |                              |                     |
| 24 | «Odyssey of the Twelfth Talisman / Талисман двенадцати зол»    | Марк Шини, Майкл Л. де Пати  | 21 сентября 1985 г. |
| Юноша по имени Лорн нашел камень Двенадцати зол. В это время его также ищут дети, для возвращения домой, но не только они хотят отыскать артефакт, а один настойчивый старик. |                                                                |                              |                     |
| 25 | «Citadel of Shadow / Цитадель Тени»                            | Кэтрин Лоренс                | 28 сентября 1985 г. |
| Шила, сама не зная того, освобождает сестру Венджера Карину и помогает ей достать волшебное кольцо. Как раз в это время Хранитель сказал, что героям нужно найти два кольца и соединить их, чтобы, наконец, вернуться домой. Но и Карина хочет заполучить второе кольцо... |                                                                |                              |                     |
| 26 | «Cave of the Fairie Dragons / Пещера драконов»                 | Кэтрин Лоренс                | 9 ноября 1985 г.    |
| Миниатюрная драконица Эмбер просит детей помочь освободить королеву драконов Тасмиру, похищенную королём Вараном. Хранитель подземелья указал детям, что ключ к возвращению домой лежит в особом зеркале. |                                                                |                              |                     |
| 27 | «The Winds of Darkness / Ветер тьмы»                           | Майкл Кэссетт, Кэтрин Лоренс | 7 декабря 1985 г.   |
| На детей напаед Хозяин тьмы и похищает Хэнка с помощью своего тумана. Дети, оставшиеся без лидера, встречают Марту, которая может бороться с колдуном, однако она не хочет помогать попавшим в беду. Но когда Хозяин тьмы похищает питомца Марты Гвикина, женщина решает положить этому конец и помочь уничтожить его. А Хозяину тьмы остаётся похитить сотую жертву, чтобы сделать свою магию непобедимой.     |                                                                |                              |                     |
| 28 | «Requiem / Реквием»                                            | Майкл Ривз                   | TBA                 |
| Венджер и Хранитель заключают спор, смогут ли дети продержаться без поддержки Хранителя. Вскоре между героями начинается разлад, а затем неожиданно появляется Венджер, предлагая им путь домой. Они должны отправиться в пограничные земли и отыскать таинственный ключ, который затем нужно бросить в бездну. Дети и не подозревают, что это путешествие приведёт их к разгадке самой главной тайны Венджера. |                                                                |                              |                     |